# Нефедьев, Александр Семёнович
Александр Семёнович Нефедьев (1872 или 1873, Средне-Ахтубинское, Астраханская губерния — 24 ноября 1917, Раненбург, Рязанская губерния) — протоиерей Православной Российской Церкви, редактор «Владикавказских епархиальных ведомостей».

## Биография
Родился в семье священника. Окончил Астраханское духовное училище (1888), Астраханскую духовную семинарию (1894) и Казанскую духовную академию со степенью кандидата богословия (1898).
Обвенчан с Раисой Захарьевной Цыганковой, сын Сергей.
Законоучитель в эриванских учительской семинарии (1898) и женской гимназии святой Рипсимии (1901).
Законоучитель в Екатеринодарской женской гимназии (1902).
Иерей, настоятель храма святой великомученицы Варвары в Ставрополе, член Ставропольской духовной консистории, смотритель Озургетского духовного училища (1903).
Смотритель Раненбургского духовного училища (1905), член Раненбургского отделения Рязанского епархиального училищного совета (1912).
Протоиерей, смотритель Владикавказского духовного училища, редактор «Владикавказских епархиальных ведомостей» (1914), председатель совета епархиального женского училища, член Владикавказского епархиального училищного совета (1915).
Награждён орденом Святой Анны 3-й степени (1916).
В 1917 году член Поместного собора Православной российской церкви от Владикавказской епархии как заместитель епископа Макария (Павлова), участвовал в 1-й сессии, член II, XIII, XVIII отделов.

## Сочинения
- К читателям и подписчикам // Владикавказские епархиальные ведомости. — 1917. — № 10.